# Félix Michel
Félix Léon Benjamin Michel (Rouen, 21 gennaio 1996) è un ex cestista francese.